# Шенберг (Лауенбург)
Шенберг (нім. Schönberg) — громада в Німеччині, розташована в землі Шлезвіг-Гольштейн. Входить до складу району Герцогство Лауенбург. Складова частина об'єднання громад Зандеснебен-Нуссе.
Площа — 14,78 км2. Населення становить 1416 ос. (станом на 31 грудня 2020).